# Kyselina 2-ethylhexanová
Kyselina 2-ethylhexanová je organická sloučenina se vzorcem CH3(CH2)3CH(C2H5)CO2H, karboxylová kyselina používaná na přípravu lipofilních solí rozpustných v nepolárních organických rozpouštědlech. Dodávána bývá jako racemická směs.

## Výroba
Kyselina 2-ethylhexanová se vyrábí hydroformylací propenu na butyraldehyd, který aldolovou kondenzací vytváří 2-ethylhexenal, jenž je hydrogenován na 2-ethylhexanal. Oxidací 2-ethylhexanalu vzniká konečný produkt.

## Soli

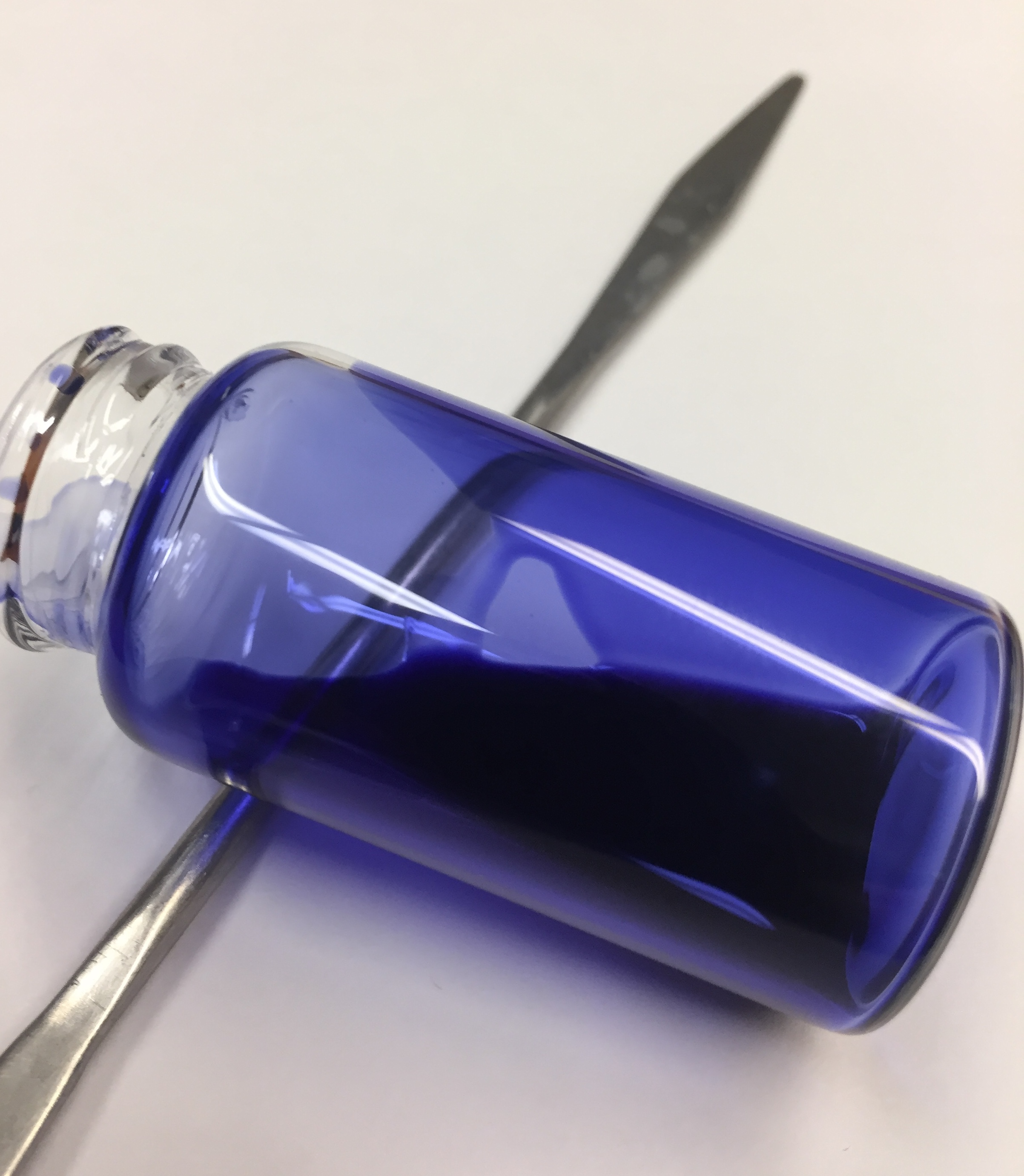
65% roztok bis(2-ethylhexanoátu) kobaltnatého v minerálním oleji

Kyselina 2-ethylhexanová vytváří sloučeniny s ionty kovů. jejichž stechiometrie je stejná jako u octanů. Ethylhexanoátové komplexy mají využití v organických, i průmyslových, syntézách. Sloužit mohou jako katalyzátory polymerizací i redoxních reakcí, například urychlují vysychání olejů. Tyto komplexy jsou rozpustné v nepolárních organických rozpouštědlech a často se popisují jako soli; nejde ovšem o iontové sloučeniny, ale o nenabité komplexní sloučeniny. Strukturou se podobají odpovídajícím octanovým komplexům.

### Příklady komplexů
- Hydroxylbis(2-ethylhexanoát) hlinitý, používaný jako zahušťovadlo
- 2-ethylhexanoát cínatý, katalyzátor výroby polylaktidu[4]
- 2-ethylhexanoát kobaltnatý, vysoušedlo alkydových pryskyřic
- 2-ethylhexanoát nikelnatý